# Михалёво (п/о Сретенье)
Это статья о деревне, которая в документах администрации для отличия от одноимённых деревень обозначается как Михалёво (22 км), в почтовых адресах она отличается по почтовому отделению Сретенье. Деревня Михалёво (14 км) находится в том же сельском округе, расположена к северу и ниже по течению Черёмухи, обслуживается почтовым отделением Михайловское. В районе есть ещё деревня Михалёво, которая лежит северо-западнее на левом притоке Черёмухи Коровке и относится к Покровскому сельскому поселению.
Михалёво (22 км) — деревня в Михайловском сельском округе Волжского сельского поселения Рыбинского района Ярославской области.
Деревня расположена в 1,5 км от левого берега реки Черёмуха и в 16 км к югу от Рыбинска. Находится в лесистой местности к западу от автодороги Рыбинск — Сельцо-Воскресенское, идущей вдоль реки. Подъездная дорога от автодороги к деревне проходит через Прокунино (0,5 км к северу).
Вблизи деревни также находится деревня Васильевское (в 1,5 км к востоку, на берегу Черёмухи). Ранее в 1 км к югу от Михалёво существовала деревня Мокрушино (отмечена на карте 1981 года как нежилая).
К западу и юго-западу от Михалёво простирается болото Великий Мох, одно из крупнейших в области, а к северо-западу находится обширный заболоченный лес.
Центр сельского округа село Михайловское расположено в 10 км к северо-востоку (на дороге в Рыбинск). Центр сельского поселения посёлок Ермаково находится в 18 км к северо-востоку (на дороге Рыбинск — Ярославль) и доступ к нему осуществляется через Рыбинск.
На 1 января 2007 года в деревне числилось 1 постоянный житель. Почтовое отделение, расположенное в селе Сретенье, обслуживает в деревне 6 домов.
Деревня Михалева и деревня Мокрушина указаны на плане Генерального межевания Рыбинского уезда 1792 года.